# Предмея
Предмея (словен. Predmeja) — поселення, розташований на краю карстового плато на північ від міста Айдовщина з видом на долину Віпави в общині Айдовщина. Висота над рівнем моря: 896,5 метрів.